# Chronicon Lethrense
Lejrekrøniken eller Chronicon Lethrense er en kort latinsk krønike fra Lejre skrevet i det 12. århundrede. Den omhandler de danske sagnkonger, bl.a. Skjoldungerne, sagnene om Danmarks tilblivelse og Roskildes grundlæggelse (herunder sagnet om Høgekøbing).

## Baggrund
I modsætning til Roskildekrøniken, som hovedsageligt indeholder virkelige historiske begivenheder fra tiden efter kristendommens indførelse i Danmark, er Lejrekrøniken en optegnelse over de legendariske førkristne danske konger og de eventyr , som er blevet tillagt dem og regionen omkring Lejre (som ligger uden for stationsbyen Lejre og ved landsbyen Gammel Lejre, hvor der findes mange levn fra oldtiden). I den forstand er der ikke den store forskel fra den første del af Sven Aggesens Brevis Historia Regum Dacie og Saxos Gesta Danorum, skønt krøniken er betydeligt kortere og af ringere litterær kvalitet. Værket bliver af og til omtalt som Krøniken om kongene af Lejre, men Lejrekrøniken er det mest anvendte i nordisk litteratur, og det latinske navn er mest normalt uden for Norden. Dens moderne undertitel er ofte Om Danmarks tilblivelse.
Roskildekrønikens emne er, at Danmarks historie begynder med Harald Klaks dåb i år 826, siden alt hedensk og ikke-kristent er overflødigt for den. Den låner synsvinkler og materiale fra Adam af Bremen, som udtrykkeligt gjorde opmærksom på, at han ikke fandt det nyttigt at udforske hedningenes bedrifter, mens det var ugudeligt at forbigå de kristnes. Lejrekrøniken derimod er speciel ved, at den ikke indeholder denne forbigåelse af betydelige begivenheder.
Lejrekrøniken er et originalt værk. Dens fortællinger er interessante, og afskrifter er fundet i andre skrifter, blandt andet i de latinske annaler fra domkirken i Lund (Lundeårbogen eller Annales Lundenses). Derfor er Lejrekrøniken ofte blevet forbundet med annalerne i Lund, som den nu er en del af, men det er usandsynligt, at krøniken oprindeligt var med i dette skrift. Materiale fra både Lejrekrøniken og Lundeårbogen genfindes i Rydårbogen, der er en beretning om det danske folks historie fra kong Dan til 1288.

## Foregribelse af Saxos værk
Det antages, at krøniken blev skrevet eller sat sammen i løbet af anden halvdel af det 12. århundrede, sandsynligvis i ca. 1170, og den foregriber den langt mere berømte og omfattende Gesta Danorum, som deler mange af dens fortællinger, der ikke er fundet i andre kilder. Lejrekrøniken eller et tilsvarende værk synes dermed at have været en af Saxos mange kilder. Lejrekrøniken har dog langt færre konger at berette om end Saxos imponerende kongerække, men den kan alligevel supplere.
Et af de mest markante træk i Lejrekrøniken er den anonyme forfatters dybe had mod alt tysk og alt fra Tyskland, noget der af og til får episke proportioner. Tyskerhadet kan være tydeligt i langt mindre grad i Sven Aggesens Brevis Historia Regum Dacie, og i endnu mindre grad i Saxo Grammaticus’ Gesta Danorum. I den anden ende af tyskerhadet er krøniken stærkt selvhævdende og bliver således et dansk nationalidentificerende værk. Af den årsag dateres krøniken til Valdemarstiden, hvor den danske nationalisme er veldokumenteret, men værkets nøjagtige datering er vanskelig at afgøre med sikkerhed.
Der er mange indikationer på, at forfatteren kan have været en skriver, som var tilknyttet Roskilde Domkirke. Antagelsen bygger på forfatterens store interesse for Roskilde by, som han beskriver i farverige detaljer. Han optegner også, hvordan byen fik sit navn og lover byen udødelighed på grund af sin egen beskrivelse.
Lejrekrøniken slutter med at fortælle sagnet om grundlæggelsen af Hedeby. Det fortælles, at efter Bråvallaslaget tilbød den svenske kong Sigurd Ring en af Harald Hildetands døtre ved navn Hed at blive danernes dronning. Hun skal have grundlagt Hedeby, en by som blev et vigtigt knudepunkt for handelen fra Norge og Sverige.